# Salem (Carolina del Nord)
Salem è un census-designated place (CDP) degli Stati Uniti d'America della contea di Burke nello Stato della Carolina del Nord. La popolazione era di 2,218 persone al censimento del 2010. Fa parte dell'area metropolitana di Hickory-Lenoir-Morganton.

## Geografia fisica
Salem è situata a 35°42′14″N 81°41′56″W (35.703920, -81.698820).
Secondo lo United States Census Bureau, ha un'area totale di 4,3 miglia quadrate (11,1 km²).

## Società

### Evoluzione demografica
Secondo il censimento del 2010, c'erano 2,218 persone.

### Etnie e minoranze straniere
Secondo il censimento del 2010, la composizione etnica della città era formata dal 78,86% di bianchi, il 15,91% di afroamericani, lo 0,48% di nativi americani, l'1,81% di asiatici, lo 0,44% di oceanici, l'1,27% di altre razze, e l'1,23% di due o più etnie. Ispanici o latinos di qualunque razza erano il 2,19% della popolazione.